# Lista de navios da Segunda Guerra Mundial (B)
A Lista de navios da Segunda Guerra Mundial contém grandes embarcações militares da guerra, organizadas em ordem alfabética e por tipo. A lista inclui navios armados que serviram durante a guerra e no período imediatamente posterior, incluindo operações de combate em andamento, rendições de guarnições, ocupação pós-rendição, re-ocupação de colônia, repatriação de tropas e prisioneiros, até o final de 1945. Para embarcações menores, veja também a lista de navios da Segunda Guerra Mundial com menos de 1000 toneladas. Alguns navios Eixo incompletos estão incluídos, por interesse histórico. Os navios são designados para o país sob o qual operaram durante o período mais longo da Segunda Guerra Mundial, independentemente de onde foram construídos ou histórico de serviço anterior. Submarinos mostram deslocamento submerso.
| Navio               | País                                                            | Classe            | Tipo                              | Toneladas | Primeiro comissionamento | Destino |
| ------------------- | --------------------------------------------------------------- | ----------------- | --------------------------------- | --------- | ------------------------ | --- |
| Babbitt             | Marinha dos Estados Unidos                                      | Wickes            | contratorpedeiro                  | 1,190     | 24 de outubro de 1919    | Desmantelado em 1946 |
| Bachaquero          | Marinha Real Britânica                                          | Maracaibo         | navio de desembarque de blindados | 4,193     | agosto de 1941           | Vendido em 1945 |
| Bache               | Marinha dos Estados Unidos                                      | Fletcher          | contratorpedeiro                  | 2,050     | 14 de novembro de 1942   | Desmantelado em 1968 |
| Badger              | Marinha dos Estados Unidos                                      | Wickes            | contratorpedeiro                  | 1,190     | 29 de maio de 1919       | Desmantelado em 1945 |
| Badsworth           | Marinha Real Britânica · Defesa Marítima Norueguesa             | Hunt              | escolta de contratorpedeiro       | 1,050     | 18 de agosto de 1941     | Vendido em 16 de novembro de 1944, transferido para a Noruega como Arendal em 8 de agosto de 1944                                                  |
| Bagley              | Marinha dos Estados Unidos                                      | Bagley            | contratorpedeiro                  | 1,500     | 12 de junho de 1937      | Desmantelado em 1947 |
| Bahia               | Marinha do Brasil                                               | Bahia             | cruzador rápido                   | 3,100     | 21 de maio de 1910       | lost 4 de julho de 1945 |
| Bailey (DD-492)     | Marinha dos Estados Unidos                                      | Benson            | contratorpedeiro                  | 1,620     | 11 de maio de 1942       | Descomissionado em 1946, afundado como alvo em 1969                                                                                                |
| Bainbridge          | Marinha dos Estados Unidos                                      | Clemson           | contratorpedeiro                  | 1,200     | 9 de fevereiro de 1921   | Desmantelado em 1945 |
| Bairoko             | Marinha dos Estados Unidos                                      | Commencement Bay  | escolta de porta-aviões           | 10,200    | 16 de julho de 1945      | Descomissionado em 1955, desmantelado em 1960 |
| Baker               | Marinha dos Estados Unidos                                      | Cannon            | escolta de contratorpedeiro       | 1,240     | 23 de dezembro de 1943   | Transferido para a França em 1952, afundado como alvo em 1970                                                                                      |
| Balch               | Marinha dos Estados Unidos                                      | Porter            | contratorpedeiro                  | 1,850     | 20 de outubro de 1936    | Desmantelado em 1946 |
| Baldwin             | Marinha dos Estados Unidos                                      | Gleaves           | contratorpedeiro                  | 1,630     | 30 de abril de 1943      | Descomissionado em 1946, foi afundamento intencionalmente em 1961                                                                                  |
| Baltimore           | Marinha dos Estados Unidos                                      | Baltimore         | cruzador pesado                   | 17,200    | 15 de abril de 1943      | Descomissionado em 2 de julho de 1954, desmantelado em 1972                                                                                        |
| Banckert            | Marinha Real Neerlandesa                                        | Admiralen         | contratorpedeiro                  | 1,337     | 14 de novembro de 1930   | Afundado como alvo em setembro de 1949 |
| Bancroft            | Marinha dos Estados Unidos                                      | Benson            | contratorpedeiro                  | 1,620     | 30 de abril de 1942      | Descomissionado em 1946, desmantelado em 1973 |
| Bangust             | Marinha dos Estados Unidos                                      | Cannon            | escolta de contratorpedeiro       | 1,240     | 30 de outubro de 1943    | Transferido para o Peru em 1952, desmantelado em 1979                                                                                              |
| Barber              | Marinha dos Estados Unidos                                      | Buckley           | escolta de contratorpedeiro       | 1,400     | 10 de outubro de 1943    | Transferido para o México em 1969, afundado como alvo em 2001                                                                                      |
| Barham              | Marinha Real Britânica                                          | Queen Elizabeth   | encouraçado                       | 31,000    | 19 de agosto de 1915     | Afundado em 25 de novembro de 1941 |
| Bari                | Marinha Real Italiana                                           |                   | cruzador rápido                   | 3,284     | 1925                     | Afundado em 28 de junho de 1943 |
| Barfleur            | Marinha Real Britânica                                          | Battle            | contratorpedeiro                  | 2,325     | 14 de setembro de 1944   | Vendido em 1958, desmantelado em 1966 |
| Barker              | Marinha dos Estados Unidos                                      | Clemson           | contratorpedeiro                  | 1,200     | 17 de dezembro de 1919   | Desmantelado em 1945 |
| Barnes              | Marinha dos Estados Unidos                                      | Bogue             | escolta de porta-aviões           | 11,400    | 20 de fevereiro de 1943  | Descomissionado em 29 de agosto de 1946, desmantelado em 1959                                                                                      |
| Barney              | Marinha dos Estados Unidos                                      | Wickes            | contratorpedeiro                  | 1,190     | 14 de março de 1919      | Desmantelado em 1946 |
| Baroda              | Marinha Real Indiana                                            | Basset            | caça-minas                        | 529       |                          | |
| Baron               | Marinha dos Estados Unidos                                      | Cannon            | escolta de contratorpedeiro       | 1,240     | 5 de julho de 1943       | Transferido para o Uruguai em 1952, desmantelado em 1990                                                                                           |
| Barr                | Marinha dos Estados Unidos                                      | Buckley           | escolta de contratorpedeiro       | 1,400     | 16 de fevereiro de 1944  | Afundado como alvo em 1963 |
| Barrie              | Marinha Real Canadense                                          | Flower            | corveta                           | 925       | 12 de maio de 1941       | Vendido em 26 de junho de 1945 |
| Barry               | Marinha dos Estados Unidos                                      | Clemson           | contratorpedeiro                  | 1,200     | 15 de novembro de 1921   | Afundado em 21 de junho de 1945 |
| Bartolomeo Colleoni | Marinha Real Italiana                                           | Condottieri       | cruzador rápido                   | 5,200     | 10 de fevereiro de 1932  | Afundado em 19 de julho de 1940 |
| Barton              | Marinha dos Estados Unidos                                      | Benson            | contratorpedeiro                  | 1,620     | 29 de maio de 1942       | Afundado em 13 de novembro de 1942 |
| Barton              | Marinha dos Estados Unidos                                      | Sumner            | contratorpedeiro                  | 2,200     | 30 de dezembro de 1943   | Afundado como alvo em 1969 |
| Basilisk            | Marinha Real Britânica                                          | B                 | contratorpedeiro                  | 1,350     | 4 de março de 1931       | Afundado em 1 de junho de 1940 |
| Bataan              | Marinha Real Australiana                                        | Tribal            | contratorpedeiro                  | 2,020     | 25 de maio de 1945       | Desmantelado em 1958 |
| Bataan              | Marinha dos Estados Unidos                                      | Independence      | porta-aviões rápido               | 11,000    | 1943 de novembro de 17   | Descomissionado em 9 de abril de 1954, desmantelado em 1960                                                                                        |
| Bates               | Marinha dos Estados Unidos                                      | Buckley           | escolta de contratorpedeiro       | 1,400     | 13 de setembro de 1943   | Afundado em por kamikazes em 25 de maio de 1945 |
| Bath                | Marinha Real Britânica · Defesa Marítima Norueguesa             | Town              | contratorpedeiro                  | 1,190     | 23 de setembro de 1940   | Transferido para a Noruega como HNoMS Bath em 9 de janeiro de 1941, afundado em 19 de agosto de 1941                                               |
| Battleford          | Marinha Real Canadense                                          | Flower            | corveta                           | 925       | 31 de julho de 1941      | Vendido em 18 de julho de 1945 |
| Battler             | Marinha Real Britânica                                          | Bogue             | escolta de porta-aviões           | 10,000    | 31 de outubro de 1942    | Vendido em 12 de fevereiro de 1946, desmantelado em 14 de maio de 1946                                                                             |
| Bauru               | Marinha dos Estados Unidos · Marinha do Brasil                  | Cannon            | escolta de contratorpedeiro       | 1,240     | 11 de outubro de 1943    | Transferido para o Brasil em 16 de agosto de 1944, vendido em 17 de setembro de 1981, atualmente é um navio-museu                                  |
| Beacon Hill         | Marinha Real Canadense                                          | River             | fragata                           | 1,445     | 16 de maio de 1944       | Vendido em 15 de setembro de 1967 |
| Beagle              | Marinha Real Britânica                                          | B                 | contratorpedeiro                  | 1,350     | 9 de abril de 1931       | Desmantelado em de janeiro de 1946 |
| Beale               | Marinha dos Estados Unidos                                      | Fletcher          | contratorpedeiro                  | 2,050     | 23 de dezembro de 1942   | Afundado como alvo em 1969 |
| Béarn               | Marinha Nacional Francesa · Forças Navais Francesas Livres      |                   | porta-aviões                      | 22,150    | maio de 1927             | Danificado em novembro de 1966, desmantelado em março de 1967                                                                                      |
| Bearss              | Marinha dos Estados Unidos                                      | Fletcher          | contratorpedeiro                  | 2,050     | 12 de abril de 1944      | Descomissionado em 1963, desmantelado em 1976 |
| Beatty (DD640)      | Marinha dos Estados Unidos                                      | Gleaves           | contratorpedeiro                  | 1,630     | 7 de maio de 1942        | Afundado em 6 de novembro de 1943 |
| Beatty (DD-756)     | Marinha dos Estados Unidos                                      | Sumner            | contratorpedeiro                  | 2,200     | 31 de março de 1945      | Transferido para a Venezuela em 1972, desmantelado em 1981                                                                                         |
| Beaufort            | Marinha Real Britânica                                          | Hunt              | escolta de contratorpedeiro       | 1,000     | 3 de novembro de 1941    | Desmantelado em 1965 |
| Beauharnois         | Marinha Real Canadense                                          | Flower modificado | corveta                           | 1,015     | 25 de setembro de 1944   | 12 de julho de 1945 |
| Bebas               | Marinha dos Estados Unidos                                      | Evarts            | escolta de contratorpedeiro       | 1,140     | 15 de maio de 1943       | Desmantelado em 1945 |
| Beberibe            | Marinha dos Estados Unidos · Marinha do Brasil                  | Cannon            | escolta de contratorpedeiro       | 1,240     | 6 de outubro de 1943     | Transferido para o Brasil em 1 de agosto de 1944, vendido em 1968                                                                                  |
| Bedouin             | Marinha Real Britânica                                          | Tribal            | contratorpedeiro                  | 2,020     | 15 de março de 1939      | Afundado em 15 de junho de 1942 |
| Begonia             | Marinha Real Britânica · Marinha dos Estados Unidos             | Flower            | corveta                           | 925       | 3 de março de 1941       | Transferido para os Estados Unidos como Impluse em 10 de março de 1942, para o Reino Unido em 22 de agosto de 1945, vendido em 22 de julho de 1948 |
| Begum               | Marinha Real Britânica                                          | Bogue             | escolta de porta-aviões           | 11,400    | 2 de agosto de 1943      | Vendido em 20 de março de 1946, desmantelado em 1974                                                                                               |
| Belfast             | Marinha Real Britânica                                          | Town              | cruzador                          | 11,553    | 5 de agosto de 1939      | Navio-museu desde 21 de outubro de 1971, atracado em Londres ao lado da Ponte da Torre                                                             |
| Bell                | Marinha dos Estados Unidos                                      | Fletcher          | contratorpedeiro                  | 2,050     | 4 de março de 1943       | Descomissionado em 1946, afundado como alvo em 1975                                                                                                |
| Belleau Wood        | Marinha dos Estados Unidos                                      | Independence      | porta-aviões rápido               | 11,000    | 31 de março de 1943      | Descomissionado em 13 de janeiro de 1947, desmantelado em 1961                                                                                     |
| Belleville          | Marinha Real Canadense                                          | Flower modificado | corveta                           | 1,015     | 19 de outubro de 1944    | 5 de julho de 1945 |
| Bellwort            | Marinha Real Britânica                                          | Flower            | corveta                           | 925       | 20 de novembro de 1941   | |
| Belmont             | Marinha Real Britânica                                          | Town              | contratorpedeiro                  | 1,200     | 8 de outubro de 1940     | Afundado em 31 de janeiro de 1942 |
| Belvoir             | Marinha Real Britânica                                          | Hunt              | escolta de contratorpedeiro       | 1,050     | 29 de março de 1942      | Vendido em 1957, desmantelado em 21 de outubro de 1957                                                                                             |
| Benevente           | Marinha dos Estados Unidos · Marinha do Brasil                  | Cannon            | escolta de contratorpedeiro       | 1,240     | 23 de outubro de 1943    | Transferido para o Brasil em 19 de dezembro de 1944, vendido em 1964                                                                               |
| Bengal              | Marinha Real Indiana                                            | Bathurst          | corveta                           | 1,025     | 8 de agosto de 1942      | Descomissionado em 1960 |
| Benham (DD-397)     | Marinha dos Estados Unidos                                      | Benham            | contratorpedeiro                  | 1,500     | 2 de fevereiro de 1939   | Afundado em 15 de novembro de 1942 |
| Benham (DD-796)     | Marinha dos Estados Unidos                                      | Fletcher          | contratorpedeiro                  | 2,050     | 20 de dezembro de 1943   | Transferido para o Peru em 1960, desmantelado em 1980                                                                                              |
| Benner              | Marinha dos Estados Unidos                                      | Gearing           | contratorpedeiro                  | 2,250     | 13 de fevereiro de 1945  | Desmantelado em 1975 |
| Bennett             | Marinha dos Estados Unidos                                      | Fletcher          | contratorpedeiro                  | 2,050     | 9 de fevereiro de 1943   | Transferido para o Brasil em 1959, desmantelado em 1978                                                                                            |
| Bennington          | Marinha dos Estados Unidos                                      | Essex             | porta-aviões                      | 30,800    | 6 de agosto de 1944      | Descomissionado em 15 de janeiro de 1970, desmantelado em 1994                                                                                     |
| Bennion             | Marinha dos Estados Unidos                                      | Fletcher          | contratorpedeiro                  | 2,050     | 14 de dezembro de 1943   | Descomissionado em 1946, desmantelado em 1973 |
| Benson              | Marinha dos Estados Unidos                                      | Benson            | contratorpedeiro                  | 1,620     | 25 de julho de 1940      | Transferido para Taiwan em 1954, desmantelado em 1974                                                                                              |
| Berar               | Marinha Real Indiana                                            | Basset            | caça-minas                        | 529       |                          | |
| Bergamot            | Marinha Real Britânica                                          | Flower            | corveta                           | 925       | 12 de maio de 1941       | |
| Berkeley            | Marinha Real Britânica                                          | Hunt              | escolta de contratorpedeiro       | 1,000     | 6 de junho de 1940       | Afundado intencionalmente em 19 de agosto de 1942                                                                                                  |
| Bermuda             | Marinha Real Britânica                                          | Crown Colony      | cruzador rápido                   | 8,000     | 21 de agosto de 1942     | Desmantelado em 1965 |
| Bernadou            | Marinha dos Estados Unidos                                      | Wickes            | contratorpedeiro                  | 1,190     | 19 de maio de 1919       | Desmantelado em 1945 |
| Bertioga            | Marinha dos Estados Unidos · Marinha do Brasil                  | Cannon            | escolta de contratorpedeiro       | 1,240     | 15 de setembro de 1943   | Transferido para o Brasil em 1 de agosto de 1944, vendido em 1964                                                                                  |
| Betony              | Marinha Real Britânica · Marinha Real Indiana                   | Flower modificado | corveta                           | 1,015     | 31 de agosto de 1943     | Transferido para a RIN como Sind em 24 de março de 1945                                                                                            |
| Beverley            | Marinha Real Britânica                                          | Town              | contratorpedeiro                  | 1,200     | 8 de outubro de 1940     | Afundado em 11 de abril de 1943 |
| Biddle              | Marinha dos Estados Unidos                                      | Wickes            | contratorpedeiro                  | 1,190     | 22 de abril de 1919      | Desmantelado em 1946 |
| Bicester            | Marinha Real Britânica                                          | Hunt              | escolta de contratorpedeiro       | 1,050     | 9 de maio de 1942        | Vendido em 1955, desmantelado em 1956 |
| Bideford            | Marinha Real Britânica                                          | Shoreham          | Sloop                             | 1,105     | 23 de fevereiro de 1932  | Vendido em 14 de setembro de 1947 |
| Big Horn            | Marinha dos Estados Unidos                                      |                   | navio-Q                           |           | 15 de abril de 1942      | Vendido como sucata em 22 de novembro de 1946 |
| Biloxi              | Marinha dos Estados Unidos                                      | Cleveland         | cruzador rápido                   | 11,800    | 31 de agosto de 1943     | Desmantelado em 1962 |
| HMS Birmingham      | Marinha Real Britânica                                          | Southampton       | cruzador rápido                   | 9,770     | 18 de novembro de 1937   | Desmantelado em 1960 |
| USS Birmingham      | Marinha dos Estados Unidos                                      | Cleveland         | cruzador rápido                   | 11,800    | 29 de janeiro de 1943    | Desmantelado em 1959 |
| Bismarck            | Kriegsmarine                                                    | Bismarck          | encouraçado                       | 41,700    | 24 de agosto de 1940     | Afundado em 27 de maio de 1941 |
| Bismarck Sea        | Marinha dos Estados Unidos                                      | Casablanca        | escolta de porta-aviões           | 7,800     | 20 de maio de 1944       | Afundado em 21 de fevereiro de 1945 |
| Biter               | Marinha Real Britânica                                          | Bogue             | escolta de porta-aviões           | 8,200     | 5 de maio de 1942        | Transferido para a França como Dixmude em 1945 |
| Bittersweet         | Marinha Real Britânica · Marinha Real Canadense                 | Flower            | corveta                           | 925       | 23 de janeiro de 1941    | Transferido para o Canadá em 15 de maio de 1941, vendido em 22 de junho de 1945                                                                    |
| Bivin               | Marinha dos Estados Unidos                                      | Butler            | escolta de contratorpedeiro       | 1,350     | 31 de outubro de 1944    | Descomissionado em 1947, afundado como alvo em 1969                                                                                                |
| Black               | Marinha dos Estados Unidos                                      | Fletcher          | contratorpedeiro                  | 2,050     | 21 de maio de 1943       | Desmantelado em 1971 |
| Black Prince        | Marinha Real Britânica                                          | Dido              | cruzador rápido                   | 5,950     | 30 de novembro de 1943   | Descomissionado em março de 1962 |
| Blackmore           | Marinha Real Britânica                                          | Hunt              | escolta de contratorpedeiro       | 1,050     | 14 de abril de 1942      | |
| Blair               | Marinha dos Estados Unidos                                      | Edsall            | escolta de contratorpedeiro       | 1,250     | 13 de setembro de 1943   | Descomissionado em 1960, desmantelado em 1972 |
| Blakeley            | Marinha dos Estados Unidos                                      | Wickes            | contratorpedeiro                  | 1,190     | 8 de maio de 1919        | Desmantelado em 1945 |
| Blanche             | Marinha Real Britânica                                          | B                 | contratorpedeiro                  | 1,350     | 14 de fevereiro de 1931  | Afundado em 13 de novembro de 1939 |
| Blanco Encalada     | Armada do Chile                                                 | cruiser           |                                   | 3,435     | 1893                     | Desmantelado em 1946 |
| Blankney            | Marinha Real Britânica                                          | Hunt              | escolta de contratorpedeiro       | 1,050     | 11 de abril de 1941      | Desmantelado em 1958 |
| Blean               | Marinha Real Britânica                                          | Hunt              | escolta de contratorpedeiro       | 1,050     | 23 de agosto de 1942     | Afundado em 11 de dezembro de 1942 pelo U-443 |
| Bleasdale           | Marinha Real Britânica                                          | Hunt              | escolta de contratorpedeiro       | 1,050     | 16 de abril de 1942      | Vendido em 1956, desmantelado em 14 de setembro de 1956                                                                                            |
| Blencathra          | Marinha Real Britânica                                          | Hunt              | escolta de contratorpedeiro       | 1,050     | 14 de dezembro de 1940   | Vendido em de julho de 1948, desmantelado em 1957                                                                                                  |
| Blessman            | Marinha dos Estados Unidos                                      | Buckley           | escolta de contratorpedeiro       | 1,400     | 19 de setembro de 1943   | Transferido para Taiwan em 1967, desmantelado em 1995                                                                                              |
| Block Island        | Marinha dos Estados Unidos                                      | Bogue             | escolta de porta-aviões           | 9,800     | 8 de março de 1943       | Afundado em 29 de maio de 1944 |
| Block Island        | Marinha dos Estados Unidos                                      | Commencement Bay  | escolta de porta-aviões           | 14,400    | 30 de dezembro de 1944   | Descomissionado em 1954, desmantelado em 1960 |
| Blücher             | Kriegsmarine                                                    | Admiral Hipper    | cruzador pesado                   | 14,000    | 20 de setembro de 1939   | Afundado em 9 de abril de 1940 |
| Blue (DD-387)       | Marinha dos Estados Unidos                                      | Bagley            | contratorpedeiro                  | 1,500     | 14 de agosto de 1937     | Afundado em 22 de agosto de 1942 |
| Blue (DD-744)       | Marinha dos Estados Unidos                                      | Sumner            | contratorpedeiro                  | 2,200     | 20 de março de 1944      | Afundado como alvo em 1974 |
| Bluebell            | Marinha Real Britânica                                          | Flower            | corveta                           | 925       | 19 de julho de 1940      | Afundado em 17 de fevereiro de 1945 pelo U-711 |
| Błyskawica          | Marinha da Polônia                                              | Grom              | contratorpedeiro                  | 1,975     | 25 de novembro de 1937   | Descomissionado em 1 de maio de 1976, preserved as museum ship                                                                                     |
| Boadicea            | Marinha Real Britânica                                          | B                 | contratorpedeiro                  | 1,350     | 7 de abril de 1931       | Afundado em 13 de junho de 1944 |
| Bocaina             | Marinha dos Estados Unidos · Marinha do Brasil                  | Cannon            | escolta de contratorpedeiro       | 1,240     | 3 de setembro de 1943    | Transferido para o Brasil em 20 de março de 1945, vendido em 1975                                                                                  |
| Boggs               | Marinha dos Estados Unidos                                      | Wickes            | contratorpedeiro caça-minas       | 1,190     | 23 de setembro de 1918   | Desmantelado em 1946 |
| Bogue               | Marinha dos Estados Unidos                                      | Bogue             | escolta de porta-aviões           | 9,800     | 26 de setembro de 1942   | Descomissionado em 30 de novembro de 1946, desmantelado em 1960                                                                                    |
| Boise               | Marinha dos Estados Unidos                                      | Brooklyn          | cruzador rápido                   | 9,950     | 12 de agosto de 1938     | Descomissionado em 11 de janeiro de 1951, vendido para a Argentina desmantelado em 1978                                                            |
| Bolzano             | Marinha Real Italiana                                           |                   | cruzador pesado                   | 10,511    | 1933                     | Afundado em 1944 |
| Bombay              | Marinha Real Indiana                                            | Bathurst          | corveta                           | 1,025     | 24 de abril de 1942      | Descomissionado em 1960 |
| Bon Homme Richard   | Marinha dos Estados Unidos                                      | Essex             | porta-aviões                      | 30,800    | 26 de novembro de 1944   | Descomissionado em 2 de julho de 1971, desmantelado em 1992                                                                                        |
| Booth               | Marinha dos Estados Unidos                                      | Cannon            | escolta de contratorpedeiro       | 1,240     | 19 de setembro de 1943   | Transferido para as Filipinas em 1967, perdido em tufão em 1981                                                                                    |
| Borage              | Marinha Real Britânica                                          | Flower            | corveta                           | 925       | 29 de abril de 1942      | |
| Bordelon            | Marinha dos Estados Unidos                                      | Gearing           | contratorpedeiro                  | 2,250     | 5 de junho de 1945       | Transferido para a Irã em 1977 |
| Boreas              | Marinha Real Britânica · Marinha Helênica                       | B                 | contratorpedeiro                  | 1,350     | 20 de fevereiro de 1931  | Transferido para a Grécia como Salamis em 1944, desmantelado em 1951                                                                               |
| Borie (DD-215)      | Marinha dos Estados Unidos                                      | Clemson           | contratorpedeiro                  | 1,200     | 24 de março de 1920      | Afundado em 2 de novembro de 1943, depois de abalroar e afundar o U-405                                                                            |
| Borie (DD-704)      | Marinha dos Estados Unidos                                      | Sumner            | contratorpedeiro                  | 2,200     | 21 de setembro de 1944   | Transferido para a Argentina em 1972, desmantelado em 1984                                                                                         |
| Borum               | Marinha dos Estados Unidos                                      | Buckley           | escolta de contratorpedeiro       | 1,400     | 30 de novembro de 1943   | Descomissionado em 1946, desmantelado em 1966 |
| Boston              | Marinha dos Estados Unidos                                      | Baltimore         | cruzador pesado                   | 17,200    | 30 de junho de 1943      | Descomissionado em 1970, desmantelado em 1975 |
| Bostwick            | Marinha dos Estados Unidos                                      | Cannon            | escolta de contratorpedeiro       | 1,240     | 1 de dezembro de 1943    | Transferido para a República da China 1948, desmantelado em 1972                                                                                   |
| Bougainville        | Marinha dos Estados Unidos                                      | Casablanca        | escolta de porta-aviões           | 7,800     | 18 de junho de 1944      | Descomissionado em 1946, desmantelado em 1960 |
| Bowers              | Marinha dos Estados Unidos                                      | Buckley           | escolta de contratorpedeiro       | 1,400     | 27 de janeiro de 1944    | Transferido para as Filipinas em 1961 |
| Boxer               | Marinha Real Britânica                                          |                   | navio de desembarque de blindados | 3,620     | 10 de abril de 1943      | Vendido em 1958 |
| Boxer               | Marinha dos Estados Unidos                                      | Essex             | porta-aviões                      | 30,800    | 16 de abril de 1945      | Descomissionado em 1 de dezembro de 1969, desmantelado em 1971                                                                                     |
| Boyd                | Marinha dos Estados Unidos                                      | Fletcher          | contratorpedeiro                  | 2,050     | 8 de maio de 1943        | Transferido para a Turquia em 1969, desmantelado em 1981                                                                                           |
| Boyle               | Marinha dos Estados Unidos                                      | Benson            | contratorpedeiro                  | 1,620     | 15 de agosto de 1942     | Descomissionado em 1946, afundado como alvo em 1973                                                                                                |
| Brackett            | Marinha dos Estados Unidos                                      | Evarts            | escolta de contratorpedeiro       | 1,140     | 18 de outubro de 1943    | Desmantelado em 1947 |
| Bracuí              | Marinha dos Estados Unidos · Marinha do Brasil                  | Cannon            | escolta de contratorpedeiro       | 1,240     | 29 de setembro de 1943   | Transferido para o Brasil em 15 de agosto de 1944, vendido em 11 de julho de 1972                                                                  |
| Bradford            | Marinha Real Britânica                                          | Town              | contratorpedeiro                  | 1,200     | 8 de outubro de 1940     | Desmantelado em 1946 |
| Bradford            | Marinha dos Estados Unidos                                      | Fletcher          | contratorpedeiro                  | 2,050     | 12 de junho de 1943      | Transferido para a Grécia em 1962, desmantelado em 1981                                                                                            |
| Braid               | Marinha Real Britânica · Forças Navais Francesas Livres         | River             | fragata                           | 1,370     | 21 de janeiro de 1944    | Transferido para a França Livre como Aventure em 21 de janeiro de 1944, vendido em 1964                                                            |
| Braine              | Marinha dos Estados Unidos                                      | Fletcher          | contratorpedeiro                  | 2,050     | 11 de maio de 1943       | Transferido para a Argentina em 1971, afundado como alvo em 1983                                                                                   |
| Bramham             | Marinha Real Britânica                                          | Hunt              | escolta de contratorpedeiro       | 1,050     | 16 de junho de 1942      | Vendido em de março de 1943, desmantelado em 1960                                                                                                  |
| Brandenburg         | Kriegsmarine                                                    |                   | minelayer                         | 3,894     | 1 de maio de 1943        | Transporte francês capturado Kita, afundado em 21 de setembro de 1943                                                                              |
| Brandon             | Marinha Real Canadense                                          | Flower            | corveta                           | 925       | 22 de julho de 1941      | Vendido em 22 de junho de 1945 |
| Brantford           | Marinha Real Canadense                                          | Flower            | corveta                           | 925       | 15 de maio de 1942       | Vendido em 17 de agosto de 1945 |
| Brazen              | Marinha Real Britânica                                          | B                 | contratorpedeiro                  | 1,350     | 8 de abril de 1931       | Afundado em 20 de julho de 1940 |
| Breckinridge        | Marinha dos Estados Unidos                                      | Wickes            | contratorpedeiro                  | 1,190     | 27 de fevereiro de 1919  | Desmantelado em 1946 |
| Brecon              | Marinha Real Britânica                                          | Hunt              | escolta de contratorpedeiro       | 1,175     | 18 de dezembro de 1942   | Vendido em 12 de dezembro de 1945 |
| Breeman             | Marinha dos Estados Unidos                                      | Cannon            | escolta de contratorpedeiro       | 1,240     | 12 de dezembro de 1943   | Transferido para a República da China em 1948, desmantelado em 1972                                                                                |
| Breese              | Marinha dos Estados Unidos                                      | Wickes            | contratorpedeiro caça-minas       | 1,190     | 23 de outubro de 1918    | Desmantelado em de maio de 1946 |
| Bremerton           | Marinha dos Estados Unidos                                      | Baltimore         | cruzador pesado                   | 17,200    | 29 de abril de 1945      | Descomissionado em 1960, desmantelado em 1974 |
| Brennan             | Marinha dos Estados Unidos                                      | Evarts            | escolta de contratorpedeiro       | 1,140     | 20 de janeiro de 1943    | Desmantelado em 1946 |
| Bretagne            | Marinha Nacional Francesa                                       | Bretagne          | super dreadnought                 | 22,200    | September 1915           | Afundado em 3 de julho de 1940 |
| Breton              | Marinha dos Estados Unidos                                      | Bogue             | escolta de porta-aviões           | 7,800     | 12 de abril de 1943      | Descomissionado em 1946, desmantelado em 1972 |
| Bright              | Marinha dos Estados Unidos                                      | Cannon            | escolta de contratorpedeiro       | 1,240     | 30 de junho de 1944      | Transferido para a França em 1950, desmantelado em 1965                                                                                            |
| Brighton            | Marinha Real Britânica · Frota Naval Militar da União Soviética | Town              | contratorpedeiro                  | 1,200     | 23 de setembro de 1940   | Transferido para a União Soviética como Zharki em 16 de julho de 1944                                                                              |
| Brilliant           | Marinha Real Britânica                                          | B                 | contratorpedeiro                  | 1,350     | 21 de fevereiro de 1931  | Desmantelado em de agosto de 1947 |
| Brisk               | Marinha dos Estados Unidos                                      | Flower            | corveta                           | 1,015     | 6 de dezembro de 1942    | 9 de outubro de 1945 |
| Brissenden          | Marinha Real Britânica                                          | Hunt              | escolta de contratorpedeiro       | 1,175     | 12 de fevereiro de 1943  | Vendido em 19 de junho de 1948 |
| Brister             | Marinha dos Estados Unidos                                      | Edsall            | escolta de contratorpedeiro       | 1,250     | 30 de novembro de 1943   | Desmantelado em 1968 |
| Bristol (DD-453)    | Marinha dos Estados Unidos                                      | Gleaves           | contratorpedeiro                  | 1,630     | 22 de outubro de 1941    | Afundado em 13 de outubro de 1943 |
| Bristol (DD-857)    | Marinha dos Estados Unidos                                      | Sumner            | contratorpedeiro                  | 2,200     | 17 de março de 1945      | Transferido para Taiwan em 1969, desmantelado em 1993                                                                                              |
| Broadwater          | Marinha Real Britânica                                          | Town              | contratorpedeiro                  | 1,200     | 9 de outubro de 1940     | Afundado em 18 de outubro de 1941 |
| Broadway            | Marinha Real Britânica                                          | Town              | contratorpedeiro                  | 1,200     | 8 de outubro de 1940     | Desmantelado em 1947 |
| Brocklesby          | Marinha Real Britânica                                          | Hunt              | escolta de contratorpedeiro       | 1,050     | 9 de abril de 1941       | Vendido em 22 de junho de 1963, desmantelado em 1968                                                                                               |
| Bronstein           | Marinha dos Estados Unidos                                      | Cannon            | escolta de contratorpedeiro       | 1,240     | 13 de dezembro de 1943   | Transferido para o Uruguai em 1952, desmantelado em 1988                                                                                           |
| Brooklyn            | Marinha dos Estados Unidos                                      | Brooklyn          | cruzador rápido                   | 9,950     | 30 de setembro de 1937   | Descomissionado em 3 de janeiro de 1947, vendido para o Chile, afundou no Pacífico em 1992                                                         |
| Brooks              | Marinha dos Estados Unidos                                      | Clemson           | contratorpedeiro                  | 1,200     | 18 de junho de 1920      | Vendido em 30 de janeiro de 1946 |
| Broome              | Marinha dos Estados Unidos                                      | Clemson           | contratorpedeiro                  | 1,200     | 31 de outubro de 1919    | Desmantelado em 1946 |
| Brough              | Marinha dos Estados Unidos                                      | Edsall            | escolta de contratorpedeiro       | 1,250     | 18 de setembro de 1943   | Desmantelado em 1967 |
| Brown               | Marinha dos Estados Unidos                                      | Fletcher          | contratorpedeiro                  | 2,050     | 10 de julho de 1943      | Transferido para a Grécia em 1962, desmantelado em 1981                                                                                            |
| Brownson            | Marinha dos Estados Unidos                                      | Fletcher          | contratorpedeiro                  | 2,050     | 3 de fevereiro de 1943   | Afundado em 26 de dezembro de 1943 |
| Brummer             | Kriegsmarine                                                    |                   | minelayer                         | 1,924     | 9 de abril de 1940       | Capturado da Noruega em 9 de abril de 1940, afundado em de maio de 1945                                                                            |
| Brush               | Marinha dos Estados Unidos                                      | Sumner            | contratorpedeiro                  | 2,200     | 17 de abril de 1944      | Transferido para Taiwan em 1969 |
| Brutus              | Marinha Real Britânica                                          |                   | navio-Q                           | 5,945     |                          | Vendido em de março de 1941 |
| Bryant              | Marinha dos Estados Unidos                                      | Fletcher          | contratorpedeiro                  | 2,050     | 4 de dezembro de 1943    | Descomissionado em 1947, afundado como alvo em 1969                                                                                                |
| Bryony              | Marinha Real Britânica                                          | Flower            | corveta                           | 925       | 4 de junho de 1942       | Afundado em 15 de abril de 1941 |
| Buchanan (II)       | Marinha dos Estados Unidos                                      | Gleaves           | contratorpedeiro                  | 1,630     | 21 de março de 1942      | Transferido para a Turquia em 1949, desmantelado em 1976                                                                                           |
| Buck                | Marinha dos Estados Unidos                                      | Sims              | contratorpedeiro                  | 1,570     | 15 de maio de 1940       | Afundado em 9 de outubro de 1943 |
| Buckingham          | Marinha Real Canadense                                          | River             | fragata                           | 1,445     | 2 de novembro de 1944    | Vendido em 23 de março de 1965 |
| Buckingham          | Marinha dos Estados Unidos                                      | Haskell           | transporte de ataque              | 536       | 23 de janeiro de 1945    | Desmantelado em 1974 |
| Buckley             | Marinha dos Estados Unidos                                      | Buckley           | escolta de contratorpedeiro       | 1,400     | 30 de abril de 1943      | Desmantelado em 1969 |
| Buctouche           | Marinha Real Canadense                                          | Flower            | corveta                           | 925       | 5 de junho de 1941       | Vendido em 15 de junho de 1945 |
| Buenos Aires        | Armada Argentina                                                | Buenos Aires      | contratorpedeiro                  | 1,375     | 4 de abril de 1938       | 1971 |
| Bull                | Marinha dos Estados Unidos                                      | Buckley           | escolta de contratorpedeiro       | 1,400     | 12 de agosto de 1943     | Transferido para Taiwan em 1966, desmantelado em 1995                                                                                              |
| Bullard             | Marinha dos Estados Unidos                                      | Fletcher          | contratorpedeiro                  | 2,050     | 9 de abril de 1943       | Descomissionado em 1946, desmantelado em 1973 |
| Bulldog             | Marinha Real Britânica                                          | B                 | contratorpedeiro                  | 1,350     | 8 de abril de 1931       | Desmantelado em de janeiro de 1946 |
| Bulmer              | Marinha dos Estados Unidos                                      | Clemson           | contratorpedeiro                  | 1,200     | 16 de agosto de 1920     | Desmantelado em 1947 |
| Bunch               | Marinha dos Estados Unidos                                      | Buckley           | escolta de contratorpedeiro       | 1,400     | 21 de agosto de 1943     | Descomissionado em 1946, desmantelado em 1965 |
| Bunker Hill         | Marinha dos Estados Unidos                                      | Essex             | porta-aviões                      | 30,800    | 24 de maio de 1943       | Descomissionado em 9 de janeiro de 1947, desmantelado em 1973                                                                                      |
| Burden R. Hastings  | Marinha dos Estados Unidos                                      | Evarts            | escolta de contratorpedeiro       | 1,140     | 1 de maio de 1943        | Desmantelado em 1946 |
| Burdock             | Marinha Real Britânica                                          | Flower            | corveta                           | 925       | 27 de março de 1941      | |
| Burke               | Marinha dos Estados Unidos                                      | Buckley           | escolta de contratorpedeiro       | 1,400     | 20 de julho de 1943      | Transferido para a Colômbia em 1968, desmantelado em 1974                                                                                          |
| Burnet              | Marinha Real Britânica · Marinha Real Indiana                   | Flower            | corveta                           | 1,015     | 23 de setembro de 1943   | Transferido para a RIN como Gondwana em 15 de maio de 1945                                                                                         |
| Burnham             | Marinha Real Britânica                                          | Town              | contratorpedeiro                  | 1,200     | 8 de outubro de 1940     | Desmantelado em 1948 |
| Burns               | Marinha dos Estados Unidos                                      | Fletcher          | contratorpedeiro                  | 2,050     | 3 de abril de 1943       | Descomissionado em 1946, afundado como alvo em 1974                                                                                                |
| Burrows             | Marinha dos Estados Unidos                                      | Cannon            | escolta de contratorpedeiro       | 1,240     | 19 de dezembro de 1943   | Transferido para os Países Baixos em 1950, desmantelado em 1968                                                                                    |
| Burwell             | Marinha Real Britânica                                          | Town              | contratorpedeiro                  | 1,200     | 8 de outubro de 1940     | Desmantelado em 1947 |
| Burza               | Marinha da Polônia                                              | Wicher            | contratorpedeiro                  | 1,400     | 10 de julho de 1932      | Desmantelado em 1977 |
| Bush                | Marinha dos Estados Unidos                                      | Fletcher          | contratorpedeiro                  | 2,050     | 10 de maio de 1943       | Afundado em 6 de abril de 1945 |
| Butler              | Marinha dos Estados Unidos                                      | Gleaves           | contratorpedeiro                  | 1,630     | 15 de agosto de 1942     | Desmantelado em 1948 |
| Buttercup           | Marinha Real Britânica                                          | Flower            | corveta                           | 925       | 24 de abril de 1942      | Serviu na RNSB, transferido para a Noruega em 20 de dezembro de 1944                                                                               |
| Buxton              | Marinha Real Britânica · Marinha Real Canadense                 | Town              | contratorpedeiro                  | 1,215     | 8 de outubro de 1940     | Transferido para a RCN de agosto de 1942 como HMCS Buxton, vendido em 1945                                                                         |